# 1210 Morosovia
1210 Morosovia è un asteroide della fascia principale del diametro medio di circa 33,65 km. Scoperto nel 1931, presenta un'orbita caratterizzata da un semiasse maggiore pari a 3,0132795 UA e da un'eccentricità di 0,0540561, inclinata di 11,25199° rispetto all'eclittica.
Il suo nome è in onore del rivoluzionario russo Nikolaj Aleksandrovič Morozov.